# Marie Henriette de Austria
Arhiducesa Marie Henriette Anne de Austria (n. 23 august 1836, Buda, Imperiul Austriac – d. 19 septembrie 1902, Spa, Valonia, Belgia) a fost soția regelui Leopold al II-lea al Belgiei.

## Familie
Marie Henriette a fost cel mai mic copil din cei cinci ai Arhiducelui Joseph, Palatin al Ungariei și ai Ducesei Maria Dorothea de Württemberg. Frații ei au fost:
- Franziska Marie Elisabeth, arhiducesă de Austria (31 iulie 1820, Buda – 23 august 1820 Buda)
- Alexandru, arhiduce de Austria (6 iunie 1825, Buda – 12 noiembrie 1837, Buda)
- Elisabeth Franziska, arhiducesă de Austria (17 ianuarie 1831, Ofen, Ungaria – 14 februarie 1903, Viena, Austria). Elisabeta Franziska s-a căsătorit cu Ferdinand Karl Viktor, arhiduce de Austria-Este (1821–1849) și mai târziu cu Karl Ferdinand, arhiduce de Austria-Teschen (1818–1874).
- Joseph Karl, arhiduce de Austria (2 martie 1833, Preßburg (acum Bratislava, Slovacia) – 13 iunie 1905, Fiume (acum Rijeka, Croația)

Marie Henriette a avut și doi frați gemeni vitregi din a doua căsătorie a tatălui ei cu Prințesa Hermine de Anhalt-Bernburg-Schaumburg-Hoym:
- Hermine Amalie Marie, arhiducesă de Austria (14 septembrie 1817, Buda – 13 februarie 1842, Viena)
- Stephen, arhiduce de Austria și palatin al Ungaria (14 septembrie 1817, Buda – 19 februarie 1867, Menton)

## Căsătorie și copii

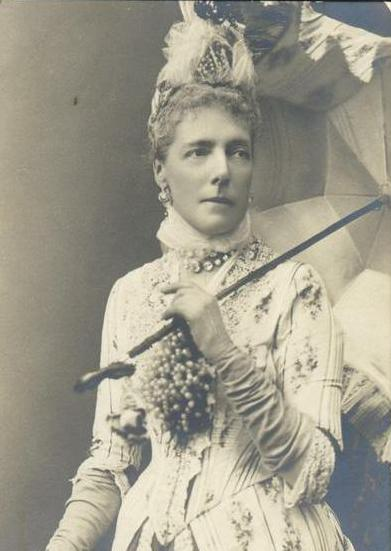
Marie Henriette de Austria, c. 1875

La vârsta de 17 ani, s-a căsătorit cu Prințul în vârstă de 18 ani, Leopold al Belgiei, moștenitor al tronului, la 22 august 1853. Leopold era cel mai mare fiu în viață al regelui Leopold I al Belgiei și a soției lui, franțuzoaica Louise de Orléans; Marie Henriette a fost cumnata Charlottei a Belgiei, viitoarea  împărăteasă a Mexicului și verișoară prin căsătorie cu Victoria a Regatului Unit și Maria a II-a a Portugaliei.
Căsătoria a fost aranjată pentru a consolida statutul monarhiei belgiene: regele belgian și-a dorit ca singurul său fiu să se căsătorească cu un membru romano-catolic și care să provină dintr-o dinastie de prestigiu. 
Marie Henriette a murit la Hôtel du Midi în Spa; ea cumpărase casa în 1895 după ce se separase de soțul ei. A fost înmormântată la cripta regală a bisericii Maicii Domnului din Laeken, Bruxelles. Mai târziu, soțul ei s-a recăsătorit (ilegal sub legile Belgiei) cu amanta sa, Caroline Delacroix.

### Copii
- Prințesa Louise Marie a Belgiei (1858–1924) căsătorită cu Prințul Filip de Saxa-Coburg și Gotha
- Prințul Léopold, Duce de Brabant (1859–1869); a murit tânăr;
- Prințesa Stéphanie a Belgiei (1864–1945) căsătorită cu Rudolf, Prinț Moștenitor al Austriei, fiu al lui Franz Joseph I de Austria și Elisabeta de Bavaria;
- Prințesa Clémentine a Belgiei (1872–1955) căsătorită cu Prințul Victor, Prinț Napoléon

## Arbore genealogic
1. ↑  Marie Henriette, Find a Grave, accesat în 9 octombrie 2017
2. 1 2  Habsburg, Maria Henriette (BLKÖ)[*] Verificați valoarea |titlelink= (ajutor)
3. 1 2  „Marie Henriette de Austria”, Gemeinsame Normdatei, accesat în 27 aprilie 2014
4. ↑  Erzherzogin) Marie (1836 Österreich, Allgemeines Künstlerlexikon Online